# Mach (canção)
"Mach" é uma canção do girl group sul-coreano Rainbow. A canção foi lançada em 20 de outubro de 2010, e mais tarde incluída em seu segundo mini álbum So Girls. A canção também é o segundo single em japonês do grupo. Esta versão foi lançada em 7 de dezembro de 2011 em 4 versões diferentes: 3 edições limitadas (CD+DVD, CD + livro de fotos de 28 páginas e CD somente + faixa bônus) e uma edição regular.

## Versão em coreano

### Antecedentes
Uma foto teaser com o conceito da canção foi lançada em 18 de outubro. "Mach" foi lançada na sequência das promoções da canção "A". Esta versão não possui videoclipe.

## Lista de faixas
Todas as músicas compostas por Han Jae Ho and Kim Seung Soo.
| Single digital em coreano: |                       |                |         |  |
| N.º                        | Título                | Letras         | Duração |  |
| 1.                         | "Mach" (마하; Maha)   | Song Soo Yoon  | 3:11    |  |
| 2.                         | "Mach" (Instrumental) |                | 3:11    |  |
| Duração total:             | Duração total:        | Duração total: | 6:22    |  |

### Composição
A canção foi produzida por Han Jae Ho e Kim Seung Soo (também chamado SweeTune) e escrita por Song Soo Yun, que também produziu seu single anterior "A".

### Desempenho nas paradas

#### Coreia do Sul
A canção estreou na 38ª posição na primeira semana subiu para a 19ª posição na semana seguinte, sendo esta a melhor posição da canção na parada. A canção ficou classificada em 147º lugar na parada anual da Gaon com 216.200.537 pontos.

## Versão em japonês
A versão japonesa segue o mesmo conceito da versão coreana. Um teaser do videoclipe foi lançado em 15 de novembro de 2011 no canal da Universal Music Japan no YouTube. O vídeo musical completo estreou em 21 de novembro na emissora de TV Space Shower TV.

### Composição
A versão em japonês da canção foi escrita por Natsumi Watanabe, Yu Shimoji e NICE73. O B-side é uma versão em japonês da canção "Not Your Girl", lançada anteriormente em coreano, em seu EP de estreia Gossip Girl.

### Desempenho nas paradas

#### Japão
O single físico estreou na nona posição na parada semanal da Oricon com 15.506 cópias vendidas na primeira semana.

## Lista de faixas
| Single em japonês: |                                                      |                                      |                               |         |  |
| N.º                | Título                                               | Letras                               | Música                        | Duração |  |
| 1.                 | "Mach" (マッハ; Maha)                                | Natsumi Watanabe, Yu Shimoji, NICE73 | Han Jae Ho, Kim Seung Soo     | 3:11    |  |
| 2.                 | "Not Your Girl" (ノット ユア ガール; Notto Yua Gāru) | Han Sang Won                         | Han Sang Won, Shihomi, NICE73 | 3:27    |  |
| 3.                 | "Mach" (Instrumental)                                |                                      | Han Jae Ho, Kim Seung Soo     | 3:12    |  |
| Duração total:     | Duração total:                                       | Duração total:                       | Duração total:                | 9:50    |  |

| Tipo C - Faixa bônus |                            |                |                           |         |  |
| N.º                  | Título                     | Letras         | Música                    | Duração |  |
| 4.                   | "Mach" (Versão em coreano) | Song Soo Yoon  | Han Jae Ho, Kim Seung Soo | 3:11    |  |
| Duração total:       | Duração total:             | Duração total: | Duração total:            | 13:01   |  |

| DVD (Edição Limitada - Tipo A) |                                       |         |  |
| N.º                            | Título                                | Duração |  |
| 1.                             | "Mach" (Videoclipe)                   |         |  |
| 2.                             | "Mach" (Videoclipe - Versão de dança) |         |  |
| 3.                             | "Mach" (Videoclipe - Making-of)       |         |  |

## Paradas musicais

### Versão em coreano
| Parada (2010)        | Melhor posição |
| -------------------- | -------------- |
| Gaon Weekly singles  | 19             |
| Gaon Monthly singles | 26             |
| Gaon Yearly singles  | 147            |

### Versão em japonês

#### Oricon
| Lançamento            | Parada da Oricon      | Melhor posição | Vendas de estreia | Vendas totais | Período na parada |
| --------------------- | --------------------- | -------------- | ----------------- | ------------- | ----------------- |
| 7 de dezembro de 2011 | Daily Singles Chart   | 7              | 15.506            | 21.984        | 8 semanas         |
| 7 de dezembro de 2011 | Weekly Singles Chart  | 9              | 15.506            | 21.984        | 8 semanas         |
| 7 de dezembro de 2011 | Monthly Singles Chart | 39             | 15.506            | 21.984        | 8 semanas         |

#### Outras paradas
| Parada                                  | Melhor posição |
| --------------------------------------- | -------------- |
| Billboard Japan Hot 100                 | 15             |
| RIAJ Digital Track Chart weekly top 100 | 69             |

## Histórico de lançamento
| País          | Data                  | Formato                              | Gravadora       |
| ------------- | --------------------- | ------------------------------------ | --------------- |
| Coreia do Sul | 20 de outubro de 2010 | Download digital, single promocional | DSP Media       |
| Japão         | 7 de dezembro de 2011 | CD single, download digital          | Universal Sigma |